# Investimento
Em economia, em linhas gerais, investimento significa a aplicação de capital com a expectativa de um benefício futuro.
O investimento produtivo se realiza quando a taxa de lucro sobre o capital supera ou é pelo menos igual à taxa de juros ou quando os lucros sejam maiores ou iguais ao capital investido. O investimento bruto corresponde a todos os gastos realizados com bens de capital (máquinas e equipamentos) e formação de estoques. O investimento líquido exclui as despesas com manutenção e reposição de peças, depreciação de equipamentos e instalações. Como está diretamente ligado à compra de bens de capital e, portanto, à ampliação da capacidade produtiva, o investimento líquido mede com mais precisão o crescimento da economia.
Em finanças, existem também os chamados investimentos financeiros, tais como ações, caderneta de poupança, etc., que são uma área específica destinada às finanças pessoais.

## Classificação dos investimentos

### Independentes/dependentes
Dois investimentos A e B dizem-se independentes quando as receitas líquidas de um não são influenciadas pelas receitas líquidas do outro.
São dependentes quando as receitas líquidas forem afectadas pela realização do outro. Dentro desta classificação, podemos considerar os investimentos complementares, concorrentes ou mutuamente exclusivos.
Complementares – quando a influência for positiva;
Concorrentes – quando a influencia for negativa;
Mutuamente exclusivos - a realização de um exclui a realização do outro.

### Convencionais/não convencionais
Convencionais – Quando apresenta um ou mais períodos de despesas líquidas seguido de um ou mais períodos de receitas líquidas.
Não convencionais - No caso contrário, isto é, receitas e despesas intercaladas no tempo.

### Grande/Pequeno
Um investimento é grande ou pequeno conforme a sua influência no sistema de preços.

### Inovação/Substituição/Expansão/Estratégico
Inovação – Tem, por objectivo, a produção e lançamento de novos produtos. Assim sendo, estes podem ser estudos de mercados e a evolução prevista, determinação de encargos ou estudo da concorrência e as suas prováveis acções.
Investimento de substituição – São os mais frequentes nas empresas, não aumentam a capacidade da empresa e são os que apresentam menos incerteza.
Investimento de expansão – Estes investimentos aumentam a capacidade da empresa sem mudar a natureza dos seus produtos. Um acréscimos de despesas que corresponde a um aumento das receitas.
Investimentos estratégicos – Não têm, por objecto, aumentar directamente a rentabilidade da empresa, mas sim promover a as condições favoráveis à sua prosperidade e ao êxito dos projectos anteriormente referidos.

## Projeto de investimento
Um projecto de investimento é uma aplicação de fundos escassos que geram rendimento, durante um certo período de tempo, de forma a maximizar o lucro da empresa. Enquanto aplicação de fundos que gera rendimento, o projecto é um negócio para a empresa, a qual se decide pela sua implementação ou não, conforme a avaliação que dele faz relativamente às alternativas de investimento.
O projecto de investimento é um conceito entendido em duas acepções: enquanto plano (intenção) de investimento e enquanto estudo (processo escrito) da intenção de investimento (negócio). Como o estudo é a tradução no papel da intenção de investimento, as duas concepções são equivalentes, sendo reunidas no dossiê do projecto de investimento. Enquanto plano de investimento, o projecto é uma proposta de aplicação de recursos escassos que possuem aplicações alternativas a um negócio que, espera-se, gerará rendimentos futuros durante um tempo, capazes de remunerar a aplicação.

### Fases de desenvolvimento do projecto de investimento
Todo o processo de desenvolvimento de um projecto de investimento é classificado em diferentes fases onde se desenvolvem actividades necessárias à implementação.
Notam-se 3 fases principais:
- Fase de Concepção
- Fase de Implementação
- Fase Operacional

#### Concepção
Esta é a fase inicial, a criação da ideia a avançar e a ponderação de todos os critérios inerentes ao investimento a realizar. É subdividida em três sub-fases:
- Identificação das oportunidades de investimento - A identificação do projecto é a primeira fase de desenvolvimento e uma das mais importantes. É importante definir e identificar todas as oportunidades, avalia-las e escolher a que eventualmente trará maior sucesso com maior certeza.

- Preparação do projecto - Após identificar as oportunidades podemos começar a preparar de forma sustentável a nossa ideia. Aqui devemos proceder ao estudo do que será a nossa estratégia futura e formular todas as variantes do projecto. Seguidamente existe nesta fase uma pré-avaliação ou pré-viabilidade onde se avalia o projecto em função da empresa, tendo em atenção as perspectivas de mercado e alguns aspectos técnicos.

- Avaliação - Aproveitando o estudo elaborado na fase de preparação do projecto, aprofunda-se e avalia-se o projecto. Nesta fase é que se toma a decisão de implementação ou não do projecto em causa.

#### Implementação
Nesta fase, inclui-se unicamente a fase de investimento. Ao passar pela planificação, execução, controle a fase de investimento como o próprio nome indica é a fase onde após uma decisão positiva se avança para a implementação do projecto que exige uma injecção de capital.

#### Fase Operacional
Finalmente, esta é a fase onde efectivamente se procedem a acção e as operações que dão vida ao projecto. É a fase operacional de actividades correntes de uma empresa.
Após a escolha de qual será o investimento, é necessário realizar um projecto de viabilidade do mesmo, para avaliar as alternativas mais favoráveis para a implantação e para assim, ter como base fontes concretas para a tomada de uma decisão favorável à organização. Por fim, depois de tomada a decisão, cabe ao administrador financeiro, junto a outras áreas da organização, aprovar o projecto e sua implantação, ou, refazer o projecto para avaliar novas alternativas para o alcance dos objectivos que é o lucro.

### Tipos de projectos de investimento
São tanto os tipos de projectos quanto os critérios adoptados para os classificar:

#### Por sector de actividade
Na perspectiva macroeconómica, é um conceito bastante utilizado, onde os projectos são classificados de acordo com a agregação sectorial tradicional em:
- Projectos agrícolas
- Projectos industriais
- Projectos comerciais
- Projectos de serviços

#### Por natureza do investidor
Esta é uma classificação subjacente a todos os projectos de investimento:
- Projectos públicos - são recursos disponibilizados pelos governos ou entidades publicas, a fim de gerar bem estar social.

Ex: Hospitais 
- Projectos privados - São recursos disponibilizados por pessoas jurídicas ou físicas de direito privado, a fim de gerar retorno monetário aos investidores.[4]

#### Por relação com a actividade produtiva
- Projectos directamente produtivos - São projectos que desenvolvem actividade directamente produtivas dando origem a bens e serviços transaccionáveis no mercado

- Projectos indirectamente produtivos - São projectos que desenvolvem actividades secundárias de suporte à actividade produtiva ajudando a sua implementação.

- Projectos sociais - São projectos não relacionados com a actividade produtiva cujo objectivo é garantir o funcionamento do sistema político e social, ajudando uma sustentável melhoria do bem-estar.

#### Por objectivo de investimento
Classificação utilizada mais no âmbito da empresa.
- Investimento de reposição ou substituição - É um investimento em que se substitui equipamentos usados ou obsoletos por equipamentos novos com as mesmas características técnicas dos equipamentos substitutos (as mesmas capacidade de produção e custos de produção)

- Investimento de modernização ou racionalização - É um investimento que substitui equipamentos usados ou obsoletos por equipamentos novos com características técnicas diferentes de forma a permitirem quer produzir mais aos custos antigos quer produzir o mesmo com custos mais baixos.

- Investimento de expansão - É um investimento que permite aumentar a capacidade de produção, permitindo à empresa fazer face ao aumento da procura.

- Investimento de diversificação ou inovação - É um investimento que permite produzir novos produtos, permitindo à empresa fazer face a alterações na preferência dos consumidores.

- Investimento estratégico ou de elevado potencial tecnológico - É um investimento cujo objectivo é o de dar uma vantagem estratégica à empresa numa perspectiva dinâmica. Este investimento possui rentabilidade nula ou dificilmente mensurável como os investimentos em publicidade, na formação de pessoal, as despesas de I&D ou os investimentos devidos a exigências legais, como os investimentos antipoluição.

#### Por relações entre investimentos
Esta classificação é importante em termos da metodologia de avaliação do projecto.
- Projectos independentes - São projectos não relacionados quer em termos técnicos, quer em termos financeiros ou comerciais, sendo por isso implementáveis simultaneamente. É o tipo de projecto padrão das metodologias de avaliação de projectos.

- Projectos dependentes

Projectos mutuamente exclusivos - São projectos dependentes de forma que a aceitação de um induz a rejeição de outro.
Projectos complementares - São projectos dependentes em que a implementação de um induz a implementação do outro. A complementaridade pode ser de diferentes tipo: complementaridade comercial ou técnica, situação em que os dois projectos têm que ser analisados conjuntamente; complementaridade sequencial, a situação em que a adopção de um projecto depende da adopção anterior (positiva), do outro projecto ou da não adopção posterior (negativa) do outro projecto.
As decisões de investimento e financiamento de projetos baseiam-se em métricas calculadas a partir dos principais índices para analisar o retorno do investimento, dentre os quais destacam-se:
- Payback (retorno do investimento);
- TIR (taxa mínima de retorno);
- VPL (valor presente líquido);
- Taxa mínima de atratividade;
- Opções Reais.[5]

Investimentos Públicos são definidos como aplicações de capital totalmente detido pelo estado, cujo objetivo principal é a melhoria de vida das pessoas, não tendo como meta apenas o lucro.

## Tipos de investimento público

### Investimento a fundo perdido
É um investimento realizado sem expectativa de retorno de montante investido. Esse tipo de investimento é realizado geralmente pelo Estado no sentido de melhorar as condições de existência de setores de baixa renda, como a construção de moradias populares, saneamento básico, ou mesmo realizações de obras de infraestrutura como estradas, que estimulam os investimentos privados através da oferta de um produto ou serviço antes inexistente.

### Investimento autônomo
Investimento não está relacionado com alterações de níveis de renda. Os investimentos públicos, os investimentos que acontecem em função de avanços tecnológicos, ou aqueles que se realizam sem expectativa de obtenção de uma taxa média de lucro, ou mesmo são realizados a fundo perdido, são considerados investimentos autônomos.

### Investimento induzido
São os investimentos destinados a atender à demanda gerada pelo aumento da renda pois é realizado em decorrência de um aumento da mesma.
Há uma relação entre renda e investimento, o aumento da capacidade de consumo de uma economia incentiva os investimentos e o aumento da renda induz a elevação do consumo e o incremento da capacidade de produção.

#### Investimento estrangeiro
Aquisição de empresas, equipamentos, instalações, estoques ou interesses financeiros de um país por empresas, governos, ou indivíduos de outros países. O investimento estrangeiro pode ser direto, quando aplicado na criação de novas empresas ou na participação acionária em empresas já existentes, e indireto, quando assume a forma de empréstimos e financiamentos a longo prazo.
O investimento governamental estrangeiro é realizado geralmente por razões políticas, diplomáticas ou militares, independentemente de possíveis rendimentos econômicos, mas pode ter a função de equilibrar, a longo prazo, a balança de pagamentos do país de origem. Para o país receptor, o investimento estrangeiro pode ser um meio de estimular o crescimento econômico quando o nível de poupança nacional for insuficiente para atender às necessidades potenciais de investimento, embora isso geralmente acentue o grau de dependência econômica e política do país anfitrião em relação aos países exportadores de capital.
Já os investimentos privados no exterior são feitos geralmente em decorrência de algumas motivações básicas:
- Visando a um lucro maior ou a maiores facilidades fiscais ou legislativas do que conseguiria no próprio país;
- Na expectativa de variações cambiais favoráveis;
- Por temor a mudanças políticas ou fiscais no país de origem.

### Investimentos a longo prazo
Um investimento a longo prazo tem uma liquidez baixa. Por exemplo, os Planos Poupança Reforma (PPR) são pouco líquidos, uma vez que sobre eles recaem taxas e outras penalizações pesadas associadas à sua liquidação antecipada. Alguns fundos só permitem a sua conversão em dinheiro após algum tempo de permanência, outros ainda, oferecem condições mais vantajosas quanto maior for a "fidelidade" do investidor.

## Investimento em ativos fixos
Os investimentos em ativos fixos são objecto de diversas classificações, sendo os mais frequentes tipos de investimento:
1- Os investimentos de substituição são os mais comuns e de mais fácil análise: as empresas já conhecem os custos das imobilizações a substituir.
2- Os investimentos de expansão destinam-se a aumentar a capacidade de produção ou de escoamento de produtos acabados.
3- Os investimentos de modernização visam à introdução de novas tecnologias. Têm, como objectivo específico, a melhoria da produtividade do trabalho ou a redução dos custos industriais ou de distribuição.
4- Os investimentos de inovação destinam-se à introdução de novas tecnologias ou de melhoria de produtos.
5- Os investimentos sociais visam directa ou indirectamente à melhoria das condições de trabalho na empresa.
6- Os investimentos ambientais, algumas vezes impostos pela legislação em vigor, têm, como objectivo, preservar o meio ambiente. 
7- Os investimentos estratégicos têm finalidade ofensiva ou defensiva em relação às empresas concorrentes.